# SN 2001Y
SN 2001Y – supernowa typu II-pec odkryta 3 marca 2001 roku w galaktyce NGC 3362. W momencie odkrycia miała maksymalną jasność 18,10m.